# Pseudotyrannochthonius solitarius
Pseudotyrannochthonius solitarius är en spindeldjursart som först beskrevs av Clarence Clayton Hoff 1951.  Pseudotyrannochthonius solitarius ingår i släktet Pseudotyrannochthonius och familjen käkklokrypare. Inga underarter finns listade i Catalogue of Life.